# Weinbau in Arizona
Weinbau in Arizona bezeichnet den Weinbau im amerikanischen Bundesstaat Arizona. Gemäß US-amerikanischem Gesetz ist jeder Bundesstaat und jedes County per definitionem eine geschützte Herkunftsbezeichnung und braucht nicht durch das Bureau of Alcohol, Tobacco, Firearms and Explosives als solche anerkannt zu werden.

## Geschichte
Europäische Missionare kamen erstmals im 16. Jahrhundert in das Gebiet: Marcos de Niza, ein spanischer Franziskaner, bereiste den heutigen Südwesten der Vereinigten Staaten um 1539 und beschrieb die Sieben Goldenen Städte von Cibola. Francisco Vásquez de Coronado, ein spanischer Conquistador, suchte diese Städte 1540–1542 in der Gegend. Die eigentliche Kolonisierung begann  durch katholisch-spanische Missionare. Sie begannen, die Indianer zum katholischen Glauben zu bekehren. Um über den erforderlichen Messwein zu verfügen, legten die Missionare die ersten Rebflächen in Arizona an.

## Lage
Ein Großteil der Weinflächen befinden sich im Südosten des Bundesstaates in der Nähe der Metropolregion von Tucson. Dort befindet sich mit der  American Viticultural Area Sonoita AVA die einzige spezifische definierte Herkunftsbezeichnung. In den letzten Jahren entstehen insbesondere aus den italienischen Rebsorten Nebbiolo und Sangiovese sowie aus den typischen Rhônewein-Sorten Mourvèdre, Durif, Syrah und Viognier gelungene Weine.